# Valentina Zago
Pour les articles homonymes, voir Zago.
Valentina Zago (née le 21 février 1990 à Stra) est une joueuse italienne de volley-ball. Elle mesure 1,86 m et joue au poste d'attaquante. Elle totalise deux sélections en équipe d'Italie.

## Clubs
| Club                  | Pays   | De        | À         |
| --------------------- | ------ | --------- | --------- |
| Pallavolo Stra A.S.D. | Italie | 2005-2006 | 2005-2006 |
| Club Italia           | Italie | 2006-2007 | 2007-2008 |
| Volley Valsugana      | Italie | 2008-2009 | 2008-2009 |
| Bisonte San Casciano  | Italie | 2009-2010 | 2010-2011 |
| VBC Casalmaggiore     | Italie | 2011-2012 | 2014-2015 |
| ES Le Cannet          | France | 2014-2015 | …         |

## Palmarès
- Coupe de France
  - Vainqueur : 2015